# Philematium greeffi
Philematium greeffi är en skalbaggsart som beskrevs av Karsch 1881. Philematium greeffi ingår i släktet Philematium och familjen långhorningar.
Artens utbredningsområde är São Tomé. Inga underarter finns listade i Catalogue of Life.